# Invasione normanna dell'Irlanda

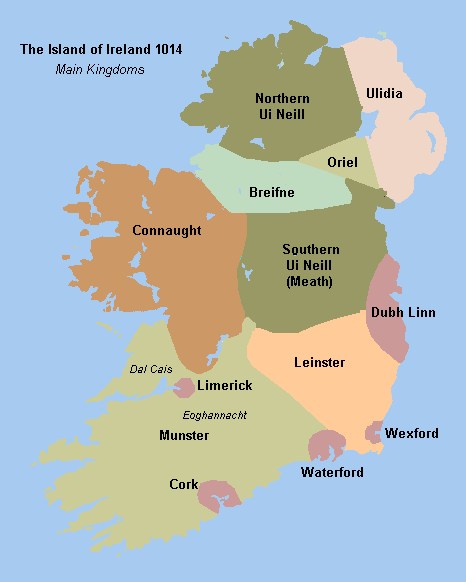
I regni celtici in Irlanda all'inizio dell'XI secolo

L'invasione normanna dell'Irlanda consistette in una serie di campagne militari che determinarono la conquista da parte del regno anglo-normanno d'Inghilterra di vaste porzioni dell'isola. L'intervento militare inglese venne propiziato dallo sbarco, avvenuto il 1º maggio 1169 di mercenari anglo-normanni giunti sull'isola su invito di Dermot MacMurrough, re del Leinster, il quale era stato costretto all'esilio quando altri re sull'isola si ribellarono contro di lui. L'invasione dell'Irlanda può considerarsi un'estensione della conquista del Galles, effettuata dai signori normanni che operarono con maggiore o minore indipendenza dalla corona. 
L'intervento anglo-normanno ricevette il supporto di papa Adriano IV e di Enrico II d'Inghilterra. Quest'ultimo tuttavia in seguito all'evolversi della situazione, temendo l'affermazione di un regno autonomo sotto la sovranità di uno dei capi normanni, Riccardo di Clare, II conte di Pembroke, decise di intervenire direttamente per riportare sotto la propria sovranità gli anglo-normanni e gli irlandesi. Enrico sbarcò in Irlanda il 18 ottobre 1171 ottenendo la sottomissione di diversi potentati locali, ponendo l'isola sotto la diretta sovranità inglese. Tra le conseguenze immediate di tali eventi vi furono la fine dell'Irlanda gaelica e della gerarchia irlandese dei «Re Supremi». Da questo momento, l'isola divenne la Signoria d'Irlanda, stato nominativo che durò fino al 1541.

## Sfondo

### Bolla papale
Il primo papa inglese Adriano IV, in uno dei suoi primi atti nel 1155, promulgò una bolla pontificia concedendo a Enrico l'autorità di invadere l'Irlanda al fine di contenere gli abusi e la corruzione ecclesiastica. In ogni caso è stato fatto poco uso della bolla Laudabiliter poiché il suo testo obbligava a far rispettare la sovranità papale non solo sull'isola d'Irlanda, ma in tutte le isole della costa europea, compresa l'Inghilterra, in virtù della donazione di Costantino.
Il testo è il seguente:
I riferimenti alla bolla Laudabiliter diventano più frequenti nel tardo periodo Tudor, quando le indagini degli studiosi umanisti del Rinascimento mostrano dubbi sulla veridicità della storicità della Donazione di Costantino.

### Situazione dell'Irlanda celtica del 1166
Dopo aver perso la protezione di Muirchertach MacLochlainn, capo della contea di Tyrone e "Re supremo" d'Irlanda, Dermot MacMurrough, che era re di Leinster, fu costretto all'esilio da una confederazione di irlandesi al comando del nuovo re supremo, Ruaidrí Ua Conchobair, a cui i suoi consiglieri non consigliarono di assassinarlo, ma di esiliarlo.  L'antagonismo contro McMurrough iniziò quando era il Signore di Dublino, noleggiò una flotta a Enrico II per la sua campagna del Galles nel 1165, motivo per cui l'anno successivo, quando altri re dell'isola ne furono a conoscenza, lo attaccarono fino a espellerlo dal suo regno.
A sua volta, MacMurrough salpò prima a Bristol, dove si rifugiò per un po', partì quindi per la Normandia. Una volta lì, chiese persino l'aiuto di Enrico II con la scusa delle ultime battute d'arresto in Irlanda e la situazione dei diversi clan, al fine di recuperare il suo regno. Nel 1167 ottenne i servizi del gentiluomo normanno Maurice FitzGerald e successivamente persuase Rhys ap Gruffydd, principe della provincia gallese di Deheubarth, per liberare dalla sua prigionia il fratellastro di FitzGerald Robert FitzStephen in modo che anche lui potesse far parte della spedizione. Cosa ancora più importante, ottenne il sostegno del duca di Pembroke, Richard Fitz Gilbert de Clare, popolarmente noto come "Strongbow", a cui promise il diritto di successione al trono e alle terre, così come la mano di sua figlia Aoife in cambio del suo aiuto.

## Campagna normanna in Irlanda

### Prima spedizione, 1167
Il primo cavaliere normanno che arrivò sull'isola fu Richard FitzGodbert de Roche nel 1167. Questa spedizione riuscì a ripristinare Diarmuid come re di Leinster, nonostante avesse subito una sconfitta in una scaramuccia nelle vicinanze di Ceann Losnadha, contro le forze del re irlandese Ruaidrí Ua Conchobair e il suo alleato Tigernán Ua Ruairc, re di Breifne. Dopo aver perso 25 dei suoi guerrieri e diversi mercenari gallesi nella battaglia, Diarmuid riuscì a raggiungere un accordo con Ruaidrí, che gli permise di tornare per conquistare il suo regno. Tuttavia, i normanni continuarono a invadere, il che permise a Diarmuid di offrire l'opportunità di allearsi con loro, un fatto che gli permise di usare i suoi servizi e di espandere il suo potere sull'isola per attaccare i suoi avversari. Tra il 1168 e il 1171 i normanni non solo avevano riguadagnato l'intera provincia di Leinster, con Macmurrough, compresa Dublino, ma avevano anche invaso la vicina provincia di Meath e assediato il Regno di Breifne, di Tiernan O'Rourke.

### Sbarco dell'esercito invasore
Nel 1169 la seconda ondata di forze normanne, gallesi e fiamminghe arrivò al porto di Wexford, sotto il comando di Robert Fitz Stephen. A questi si unì un altro contingente il giorno seguente, sotto il comando di Maurice de Prendergast. Complessivamente avevano trenta cavalieri normanni, sessanta soldati con armatura, 300 soldati privati e una divisione tra 300 o 400 arcieri gallesi. Alla fine, 500 dei guerrieri irlandesi di Leinster furono uniti a loro, sotto il comando di Diarmuid mac Murchadha. la prima cosa che fecero fu attaccare il porto di Wexford e prenderlo dopo un breve assedio; la popolazione di quel luogo era composta da coloni di origine scandinava. 
Quindi, una spedizione di coloni scandinavi prese anche il porto di Waterford. Dopo aver completato questi due passaggi, attaccarono il Regno di Osraige e riuscirono a conquistarlo dopo una breve resistenza. Gerald de Barri, storico cambro-normanno, racconta che gli irlandesi di Osraige hanno espulso quasi con successo gli invasori dal loro territorio attraverso l'uso di tattiche di guerriglia, ma che hanno trascurato e sottovalutato i loro avversari in una battaglia in campo aperto, venendo infine sconfitti. Ancora una volta, Diarmuid fu sottomesso a Osraige, che portò il suo esercito misto a Leinster, la sua terra, per sottomettere tutti coloro che ancora gli si opponevano. Durante la guerra, devastarono molte terre della provincia e rafforzarono il loro controllo sul regno. In breve tempo Leinster si riprese, mentre Waterford e Dublino erano sotto il controllo di Diarmuid. Strongbow sposò la figlia di Diarmuid, Eva, che fu nominata erede del Regno di Leinster. Quest'ultima causò la costernazione di Enrico II, che temeva che sarebbe stato istituito uno stato rivale.

### Pacificazione dell'isola e fine dell'invasione

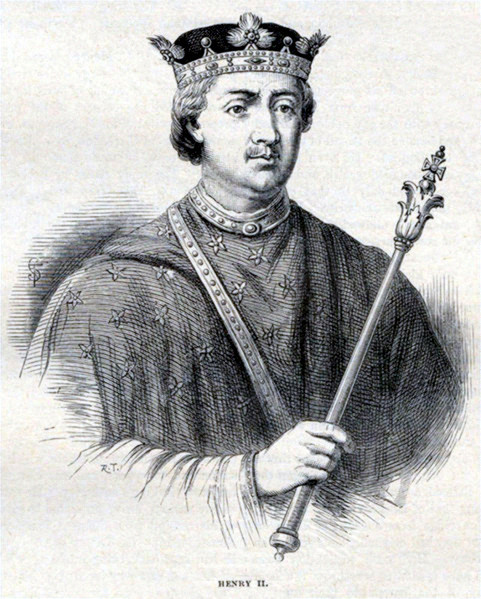
Enrico II d'Inghilterra

Enrico sbarcò con una grande flotta a Waterford nel 1171, diventando il primo re d'Inghilterra a mettere piede sul suolo irlandese. Sia Waterford che Dublino furono proclamate città reali. Il successore di papa Adriano, Alessandro III, ratificò la concessione della terra irlandese a Enrico nel 1172. Il 14 ottobre dello stesso anno, il re sbarcò a Waterford con quattrocento cavalieri, tra cui Hugo de Lacy. Enrico concesse i suoi territori irlandesi a suo figlio più giovane, Giovanni, con il titolo Dominus Hiberniae (Lord of Ireland). Quando Giovanni inaspettatamente riuscì più di suo fratello a proclamarsi re, il Regno d'Irlanda passò direttamente sotto il controllo della Corona inglese.
Enrico fu palesemente riconosciuto dalla maggior parte dei re irlandesi, che videro in lui l'opportunità di gestire l'espansione di Leinster e di Hiberno-Normanni. Ciò portò alla ratifica del trattato di Windsor nel 1175 tra Enrico e Ruaidrí. Tuttavia, con Diarmuid e Strongbow entrambi morti (rispettivamente nel 1171 e nel 1176), Enrico tornò in Inghilterra e Ruaidrí incapace di controllare i suoi vassalli nominali, per due anni non volle il vellum in cui era iscritto.Giovanni di Courcy invase e conquistò gran parte dell'est dell'Ulster nel 1177, Raymond FitzGerald aveva già catturato Limerick e gran parte del Munster settentrionale, mentre le altre famiglie normanne come Prendergast, Fitz-Stephen, FitzGerald, i Fitz Henrys e la famiglia Poer si appropriarono di territori che governarono quasi indipendentemente.

## Gallóglaigh
L'importazione di mercenari di gallowglass in Irlanda fu il principale fattore nel contenere l'invasione normanna del XII secolo, poiché il loro arrivo rafforzò la resistenza dei nobili irlandesi. Gallowglass o «Gall Óglaigh» (giovani guerrieri stranieri) erano mercenari, di solito di origine scozzese, che portavano asce per il combattimento e indossavano cotta di maglia e elmetti. Queste tradizioni bellicose le acquisirono durante l'era vichinga dei coloni norvegesi che si stabilirono nelle isole Ebridi e crearono una cultura mista Hiberno-Nordica. Durante tutto il Medioevo, sia i nobili gaelici irlandesi che quelli Hiberno-Normanni mantennero le truppe di Gallowglass. Anche il Lord luogotenente d'Irlanda ha spesso tenuto una sua compagnia al suo servizio.